# Arte poética (Horacio)

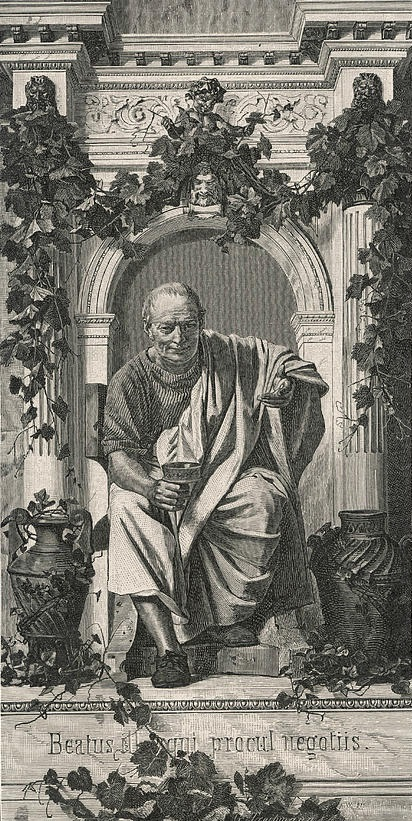
Retrato imaginario de Quinto Horacio Flaco según Anton von Werner.

Arte poética (en latín: Ars Poetica), también conocido como Epístola a los pisones (en latín: Epistula ad Pisones) es un poema escrito por Horacio c. 19 a. C., en el que ilustra sobre el arte de escribir drama y poesía. Ha venido a ser uno de los sostenes del clasicismo en la literatura. Ensalza los modelos griegos como maestros y proporciona consejos técnicos a los poetas noveles. Frente a Aristóteles, Horacio adopta un tono diverso, ya que, a diferencia del filósofo, él mismo es un artista de la palabra y puede aportar su propia experiencia como creador.
Su equivalente en la poesía oriental es el Wen Fu de Lu Ji (261-303).

## Características de la obra
El texto cuenta con treinta apartados delimitados por los vocativos utilizados para llamar la atención de sus destinatarios, los Pisones. Valiéndose del símil o comparación («Así como los árboles mudan la hoja al morir el año ... así también perecen con el tiempo las palabras antiguas...», VII), de la anécdota («Un estatuario de cerca del Circo de Emilio ...», IV), de la metáfora («El atleta que anhela llegar primero a la meta ... mucho tiempo se ejercitó de niño...», XXIX), y del argumento de autoridad («Homero nos enseñó...», VIII) concreta su intención didáctica. Con frecuencia sus versos han pasado a ser aforismos repetidos hasta la saciedad en las preceptivas, como: «si no hay arte, el miedo de un defecto nos hace caer en otro peor», «mezclar lo útil con lo dulce», «de vez en cuando duerme el buen Homero», «el uso es más poderoso que los césares», «instruir deleitando», «como la pintura es la poesía», el «hircocervo» o monstruo compuesto de partes diferentes, etc.

## Unidad en el arte
Lo primero que aconseja en el arte es la unidad de conjunto en toda obra, el adecuado equilibrio y conexión entre las partes. El artista no debe desproporcionar una parte de forma que constituya más que las otras y debe subordinar esta al conjunto siempre; si bien hay libertad para escribir, «no ha de ser para poner en uno lo fiero con lo manso».
El artista debe guiarse por dos criterios: oportunidad y selección; escoger un asunto proporcionado a sus fuerzas y mejor, «empezar sin énfasis, modestamente» (tópico de la falsa modestia), pues, caen en ridículo los que anuncian cosas graves y acaban con fruslerías. Un asunto conocido puede volver a tratarse, pero no como un «servil copista».

## El lenguaje
En cuanto al lenguaje, se permite el uso de voces y expresiones nuevas para ideas nuevas, como las voces derivadas del griego y latinizadas sin violencia, y considera lícito introducir «palabras selladas con el cuño del tiempo presente» siempre que se proceda con tiento. Por otra parte, ha de haber decoro, esto es, el lenguaje debe ser adecuado al estado de ánimo y a la condición de quien habla. Como dice Aristóteles: «se ha de considerar quién dice las palabras.»

## El verso
Otro aspecto examinado es el verso. Aristóteles ya había expresado: «La naturaleza dictó el metro propio apto para las pláticas: el yambo»; Horacio, en coincidencia, dice que el yambo (una sílaba breve seguida de una larga) se acomoda más al diálogo y a la acción. Cree, además que cada verso tiene su carácter; por esto, conviene guardar el estilo adecuado, es decir, no emplear versos trágicos en un asunto cómico y viceversa. El dístico (pies desiguales) ha sido más utilizado en la epopeya. Los géneros han de conservarse puros: la elegía es el poema triste que lamenta, la oda o himno el poema alegre que celebra, la sátira el poema indignado o festivo que critica.

## Otros aspectos
En cuanto a los caracteres de los personajes, exhorta a seguir la tradición. Aquellos personajes conocidos se deben mantener con el carácter que históricamente han tenido y desde el principio al final de la obra. Como ejemplo, vale citar: Aquiles se presentará impetuoso, iracundo, infatigable. Es importante observar los rasgos propios y las costumbres de cada edad, a fin de no desatinar al dar el papel de viejo al joven, o lo inverso. «Fijaos bien en los modelos vivos de la sociedad, en las diversas costumbres...». Una obra puede adolecer de faltas de estilo, pero si pinta bien las costumbres y con naturalidad, gustará al público.
Conmina a observar los gustos del público y guardar la moralidad no sacando a escena «cuadros que no son para ser vistos» por su crueldad o violencia, pues sólo producirán incredulidad o asco. Esos episodios se pueden dar a conocer «por medio de una narración patética».
Define claramente que el drama tendrá exactamente cinco actos (los tres clásicos de Aristóteles, exposición, nudo y desenlace, unidos por otros dos que sirven de enlace), que no se introducirá dios alguno de manera trivial o frívola para resolver las obras (deus ex machina) y que sobre el escenario sólo habrá cuatro interlocutores. Aristóteles, mencionando a Sófocles, hablaba de tres. Horacio aclara que podrá haber en escena veinte actores, pero sólo hablarán tres y un cuarto lo hará en aparte.
Dedica varias palabras a la función del coro. Este es un actor y su función es recitar versos en los entreactos y amenizar con el canto y la música de flauta.

## Horacio y el clasicismo
El clasicismo de Horacio está abiertamente expresado en el apartado XXIII: «Estudiad los modelos griegos; leedlos noche y día». Promueve, pues, la imitación de los modelos griegos más que la originalidad a la vez que una autocorrección o lima del estilo. Recomienda que el poeta debe someter al juicio de algunos «conocidos no aduladores» aquello que escriba, y luego guardarlo nueve años, antes de volver sobre lo escrito y corregirlo con ese distanciamiento. «Condenad todo poema que no ha sido depurado por muchos días de corrección...». La poesía es uno de los géneros que no admite mediocridad.
Por otra parte, sentencia que «el principio y la fuente para escribir bien es tener juicio», el cual se extrae del estudio de los filósofos, en lo que hace al fondo de las cosas, y de la observación de los modelos vivos de la sociedad. Como Aristóteles, insiste en la necesidad de mostrar cosas verosímiles y tratar temas que sean útiles y agradables al público. «Instruid deleitando», «mezclar lo útil con lo agradable». «La sabiduría dictó en verso sus primeras enseñanzas», con esta frase comienza su reflexión sobre el valor de la poesía.
Tras mencionar a Anfión, Homero, Tirteo, determina como condiciones del poeta el temperamento y el arte, es decir, genio a la vez que estudio y cultivo.

## Traducciones al español
Arte poética fue traducida al español por Luis Zapata y publicada en Lisboa en 1592; luego lo hizo Vicente Espinel (1595) en endecasílabo blanco, y después el jesuita catalán Josep Morell en pareados (al final de sus Poesías selectas, Tarragona, 1684). La glosó en octavas Juan Infante y Urquidi en 1730 y tradujo diversos fragmentos Francisco Cascales en sus Tablas poéticas (Murcia, 1617), pero fue un texto traducido continuamente, bien como tarea escolar, bien con propósito estético o teórico por escritores de más nota, quedando muchas inéditas, como por ejemplo la de Tamayo de Vargas, de manera que existen versiones incontables en castellano de muchos otros que intenta reseñar Marcelino Menéndez Pelayo en su libro Horacio en España (1877), y aun así quedaron varias fuera. En el siglo XVIII destaca la de Tomás de Iriarte, bilingüe, en silva y con notas. En el siglo XIX las comentadas prolijamente en prosa de Francisco Martínez de la Rosa (París, 1827) en verso suelto, y Javier de Burgos, en romance heroico. Igualmente merece ser reputada la extremadamente literal y exacta del humanista Juan Gualberto González Bravo y, por sus comentarios más bien, la de Graciliano Afonso, y, como curioso experimento métrico, Sinibaldo de Mas realizó otra en hexámetros castellanos.